# Markus Giesler

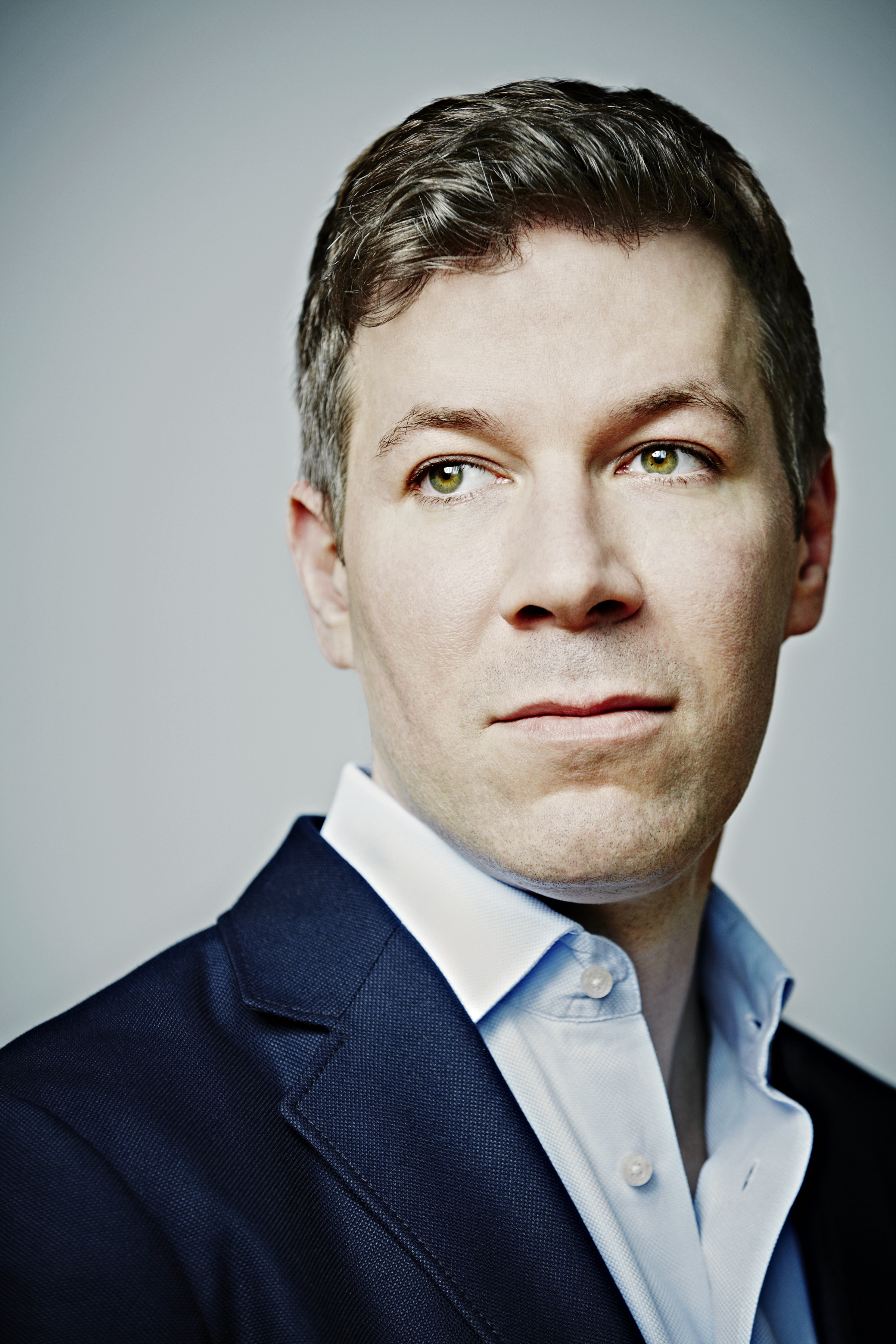
Markus Giesler

Markus Giesler (* 20. Juli 1976 in Iserlohn) ist ein deutscher Konsumforscher und ordentlicher Professor („Full Professor“) für Marketing an der Schulich School of Business der York University in Toronto.
Seine Forschungsschwerpunkte sind die Soziologie und Anthropologie in Marketing und Konsum.

## Leben
Markus Giesler studierte Wirtschaftswissenschaft an der Privaten Universität Witten/Herdecke sowie der Kellogg School of Management. Er war außerdem Research Fellow im Marketing Department der Kellogg School of Management (2001–2003) sowie Visiting Scholar an der Stockholm University School of Business (2003). 2004 wurde er "summa" promoviert mit einer Arbeit über Marktsysteme.
Markus Giesler ist Mitglied der American Marketing Association, der Association for Consumer Research, und der Canadian Association for the Club of Rome. Er ist zudem im Editorial Leadership des Journal of Consumer Research.

## Werke (Auswahl)
- ‘Creating the Responsible Consumer: Moralistic Governance Regimes and Consumer Subjectivity’ (mit Ela Veresiu) im Journal of Consumer Research.
- 'Discursivity, Difference, and Disruption: Genealogical Reflections on the CCT Heteroglossia' with Eric Arnould and Craig Thompson, Marketing Theory, 13, Juni 2013, S. 149–174.
- ‘How Doppelgänger Brand Images Influence the Market Creation Process: Longitudinal Insights from the Rise of Botox Cosmetic’, Journal of Marketing, 76, November 2012, S. 55–68.
- ‘Consumer Identity Work as Moral Protagonism: How Myth and Ideology Animate a Brand-Mediated Moral Conflict’, with Marius Luedicke and Craig Thompson, Journal of Consumer Research, 36, April 2010, S. 1016–1032.
- ‘Conflict and Compromise: Drama in Marketplace Evolution’, Journal of Consumer Research, 34, April 2008, S. 739–753.
- ‘Consumer Gift Systems’, Journal of Consumer Research, 33, September 2006, S. 283–290.